# Compagnie du chemin de fer de Paris à Saint-Germain
La Compagnie du chemin de fer de Paris à Saint-Germain est une société anonyme française née de la volonté des frères Pereire et de James de Rothschild de créer une ligne de chemin de fer à l'Ouest de Paris dédiée spécifiquement au transport des voyageurs pour la première fois en France.

## Création: chronologie
- 7 septembre 1832, dépôt des plans et projets à la direction des ponts et chaussées.
- 25 et 26 septembre 1832, arrêtés des préfets de la Seine et de Seine-et-Oise pour la mise en enquêtes des avant-projets : à Paris, Versailles, Saint-Germain et Saint-Denis.
- 6 février 1833, approbation par le préfet de la Seine Odilon Barrot.
- 19 février 1833, approbation par le préfet de Seine-et-Oise Joseph Victor Aubernon.
- 11 mars 1833, approbation des plans par le Conseil général des ponts et chaussées.
- 20 mars 1835, signature du Cahier des charges pour l'établissement du chemin de fer de Paris à Saint-Germain.
- 2 avril 1835, présentation du Projet de loi de Concession ferroviaire à la Chambre des députés, création d'une commission d'étude formée de MM. Jean-Claude Fulchiron, le colonel Lamy, Koecklin, François Delessert, Pons, Ladoucette, Panis, Peyret-Lallier et Bonnefons.
- 12 mai 1835, clause supplémentaires ajoutées au Cahier des charges.
- 13 mai 1835, le colonel Lamy présente au nom de la commission un rapport approbatif.
- 6 juin 1835, la Chambre des députés vote le Projet de loi par 224 voix contre 42.
- 9 juillet 1835, loi, no 348, accordant la concession définitive du chemin de fer de Paris à Saint-Germain.
- 2 novembre 1835, acte notarié arrêtant les clauses et conditions de la Société anonyme pour l'établissement et l'exploitation du chemin de fer de Paris à Saint-Germain.
- 4 novembre 1835, ordonnance du Roi portant autorisation de la Société anonyme du Chemin de fer de Paris à Saint-Germain[1].

## La Compagnie

### Organigramme de la Compagnie

#### Conseil d'administration
Les membres fondateurs sont : le baron James de Rothschild représentant MM. de Rothschild frères, banquiers à Paris ; Adolphe d'Eichthal, représentant MM. Louis d'Eichthal et fils, banquiers à Paris ; Sanson-Davillier, représentant MM. Jean-Charles Davillier et compagnie, manufacturiers à Paris et Auguste Thurneyssen, représentant MM. Thurneyssen et compagnie, banquiers à Paris.
Le premier président est M. Adolphe d'Eichthal.

#### Directeur
Monsieur Émile Pereire, reçoit pour cette fonction un traitement de douze mille francs par an.

#### Les ingénieurs
Les ingénieurs chargés des travaux et des machines, sont : 
- Émile Clapeyron, ingénieur du corps des mines,
- Stéphane Mony, ingénieur civil,
- Gabriel Lamé, ingénieur du corps des mines, professeur à l'École polytechnique, chargé des machines.

Des jeunes ingénieurs comme Auguste Perdonnet, ou plus tard Charles Chobrzyński, vont intégrer cette équipe.

### Réalisations de la compagnie

#### Chronologie des réalisations
- 24 août 1837, inauguration du chemin de fer de Paris à Saint-Germain-en-Laye.
- 26 août 1837, ouverture de la section Paris (Gare Saint-Lazare) - Le Pecq de la ligne de Paris Saint-Lazare à Saint-Germain.

- 1839, Ernest Goüin devient directeur des ateliers de la Compagnie.
- 2 novembre 1844, ordonnance approuvant la convention entre le ministre des Travaux publics et la Compagnie pour l'essai d'un Chemin de fer atmosphérique entre Nanterre et le plateau de Saint-Germain-en-Laye, en prolongement du chemin de fer aboutissant au Pecq.
- 15 avril 1845, début des travaux du Chemin de fer atmosphérique de Nanterre à Saint-Germain sous la direction d'Eugène Flachat.
- 14 août 1847, ouverture du Chemin de fer atmosphérique du Pecq à Saint-Germain.
- 28 avril 1851, ouverture de la ligne Asnières - Argenteuil.

#### Projets qui échouent
- Projet de viaduc en fonte pour la traversée du quartier de la Madeleine : les riverains s'y opposent et font échouer le projet.

#### Matériel ferroviaire
En 1838, une commande de six locomotives est passée aux Établissements Schneider Frères et Cie. Elles sont conformes au modèle Patentee de George Stephenson. En 1854, la compagnie reçut six autres locomotives portant les numéros 85 à 90 de Crail

## Disparition de la Compagnie
Le 16 juin 1855, la Société anonyme du chemin de fer de Paris à Saint-Germain fusionne avec d'autres compagnies de l'Ouest de la France : 
- la Compagnie du chemin de fer de Paris à Rouen ;
- la Compagnie du chemin de fer de Rouen au Havre ;
- la Compagnie des chemins de fer de Dieppe et de Fécamp ;
- la Compagnie du chemin de fer de l'Ouest ;
- et la Compagnie du chemin de fer de Paris à Caen et à Cherbourg ;

pour créer la Compagnie des chemins de fer de l'Ouest.

## Objets commémoratifs
La numismatique ferroviaire évoque la Compagnie du chemin de fer de Paris à Saint-Germain au moyen de deux médailles : 
- 1835 : jeton de présence au conseil d’administration de la compagnie[8] ;
- 1853 : hommage à Émile Pereire[9].